# بيرت موريس
بيرت موريس (بالإنجليزية: Bert Morris)‏ هو لاعب كرة قدم أسترالية أسترالي، ولد في 16 مارس 1889 في ريتشموند ‏ في أستراليا، وتوفي في 14 يوليو 1948 في Hawthorn, Victoria ‏ في أستراليا.

## وصلات خارجية
- بيرت موريس على موقع AustralianFootball.com (الإنجليزية)
- بيرت موريس على موقع AFLtables.com (الإنجليزية)